# Pierocice
Pierocice – wieś w Polsce położona w województwie świętokrzyskim, w powiecie pińczowskim, w gminie Działoszyce.
| SIMC    | Nazwa  | Rodzaj    |
| ------- | ------ | --------- |
| 0237558 | Łopaty | część wsi |
| 0237564 | Pieroś | część wsi |

W latach 1975–1998 miejscowość administracyjnie należała do województwa kieleckiego.

## Historia
W sierpniu 1886 r., na licytacji majątków ziemskich wystawionych do przymusowej sprzedaży, dobra Pierocice nabył za 32,5 tys. rubli srebrem Mojżesz Moszkowski, który w 1900 r. sprzedał je Feliksowi Osuchowskiemu (1853-1906) herbu Gozdawa. Po jego śmierci majątek Pierocice przejęła wdowa Anastazja ze Zbroskich Osuchowska i ich dzieci, a w 1919 r. dobra te, o pow. ok. 132 ha, nabył od matki i rodzeństwa syn Feliksa, Arkadiusz Gustaw Osuchowski (1878-1956) i władał nimi do 1945 r. kiedy stracił je w wyniku reformy rolnej.

## Zabytki
Park dworski z XIX w., wpisany do rejestru zabytków nieruchomych (nr rej.: A/632 z 9.12.1957).